# Reithrodontomys paradoxus
Reithrodontomys paradoxus es una especie de roedor de la familia Cricetidae.

## Distribución geográfica
Se encuentra en Costa Rica y Nicaragua. 